# 1998 DK36
1998 DK36 – planetoida z grupy Atiry, okrążająca Słońce w ciągu około 210 dni w średniej odległości 0,69 j.a.
Została zaobserwowana 23 lutego oraz 24 lutego 1998 roku (przez Davida Tholena; oficjalnie jako odkrywca może być on uznany dopiero po nadaniu planetoidzie kolejnego, stałego numeru). Orbita planetoidy nie jest wyznaczona z dostateczną dokładnością, dlatego nie ma ona stałego numeru ani nazwy, a identyfikowana jest tylko oznaczeniem tymczasowym.
Jest to pierwsza zaobserwowana planetoida należąca (prawdopodobnie) do grupy Atiry, podtypu grupy Atena. Prawdopodobnie jej orbita charakteryzuje się tym, że planetoida przez cały okres obiegu krąży bliżej Słońca niż Ziemia. Zbyt mała dokładność wyznaczenia jej orbity uniemożliwia obecnie ponowne jej odnalezienie, więc uznana została za planetoidę zagubioną.